# کرچنی
کرچنی (به مجاری:  Kerecseny) یک شهرداری در مجارستان است که در زالا واقع شده‌است. کرچنی ۱۲٫۸۳ کیلومتر مربع مساحت و ۲۹۲ نفر جمعیت دارد.